# Przemysław Basa
Przemysław Basa (ur. 16 grudnia 1973 w Rudzie Śląskiej) – polski lekkoatleta uprawiający biegi długodystansowe, specjalizujący się w biegu 12-godzinnym i 24-godzinnym.
W 2017 w Belfaście w rywalizacji drużynowej w ramach mistrzostw świata w biegu 24-godzinnym (wspólnie z Sebastian Białobrzeski i Roman Elwart) zdobył srebrny medal.
Wielokrotnie zdobywał medale mistrzostw Polski - 2015 i 2018 zdobył brązowe medale, a w 2019 sięgnął po srebrny krążek. Ponadto w 2019 został zwycięzcą biegu 24-godzinnego w Dąbrowie Górniczej DG24 z wynikiem 242km931m.
Dwukrotny zwycięzca i aktualny rekordzista Polski w biegu 12-godzinnym(2017) (2019) z wynikiem 148km435m. We wspomnianych zawodach brał udział siedmiokrotnie zajmując wysokie lokaty - drugie miejsce (2015) (2018) oraz miejsce trzecie (2013).

## Osiągnięcia
| Rok  | Impreza                                 | Miejsce | Konkurencja   | Pozycja     | Wynik    |
| ---- | --------------------------------------- | ------- | ------------- | ----------- | -------- |
| 2017 | Mistrzostwa Świata w biegu 24-godzinnym | Belfast | indywidualnie | 16. miejsce | 249 961m |
| 2017 | Mistrzostwa Świata w Biegu 24-godzinnym | Belfast | drużynowo     | 2. miejsce  | 766 934m |